# 다가미 다이치
다가미 다이치(일본어: 田上 大地, 1993년 6월 16일 ~ )는 일본의 축구 선수이다.

## 구단 경력
그는 2016년부터 J리그의 V-파렌 나가사키, 가시와 레이솔, 알비렉스 니가타에서 뛰었다.